# Спорт топлумы (Балканабад)
Стадион «Спорт топлумы» (туркм. Balkanabat sport toplumy) — стадион многоцелевого использования в Балканабаде, Туркменистан. Является домашней ареной футбольного клуба «Балкан» и вмещает 10 000 зрителей. Открыт в 2009 году.

## История
Стадион открыт 14 октября 2009 года. Возведён турецкой компанией «Озайлар». Стоимость строительства $20 млн.
Спортивный комплекс расположен рядом с Тропой здоровья в непосредственной близости от Большого Балхана. Помимо стадиона на 10 000 зрителей, на территории спортивного комплекса построены спортивные залы для баскетбола, бокса, борьбы, волейбола, мини-футбола, тенниса, а также фитнес-центр, бассейн, гостиница для спортсменов на 50 мест. Вокруг стадиона оборудованы парковки для автомобилей.

## Крупнейшие спортивные мероприятия
- Финал — Кубок Туркменистана по футболу 2015